# STS-88
STS-88, voluit Space Transportation System-88, was een spaceshuttlemissie van de Endeavour naar het Internationaal ruimtestation ISS. Naast materiaal vervoerde de vlucht de bemanningsleden om te helpen met het installeren van de Unity en Zarya module.

## Bemanning
| Positie            | Lancering                          | Landing                            |                                  |
| ------------------ | ---------------------------------- | ---------------------------------- | -------------------------------- |
| Bevelhebber        | Robert Cabana 4e ruimtevlucht      | Robert Cabana 4e ruimtevlucht      |                                  |
| Piloot             | Frederick Sturckow 1e ruimtevlucht | Frederick Sturckow 1e ruimtevlucht |                                  |
| Missiespecialist 1 | Jerry Ross 6e ruimtevlucht         | Jerry Ross 6e ruimtevlucht         |                                  |
| Missiespecialist 2 | Nancy Currie 3e ruimtevlucht       | Nancy Currie 3e ruimtevlucht       | Nancy Currie 3e ruimtevlucht     |
| Missiespecialist 3 | James Newman 3e ruimtevlucht       | James Newman 3e ruimtevlucht       | James Newman 3e ruimtevlucht     |
| Missiespecialist 4 | Sergej Krikaljov 4e ruimtevlucht   | Sergej Krikaljov 4e ruimtevlucht   | Sergej Krikaljov 4e ruimtevlucht |

## Media

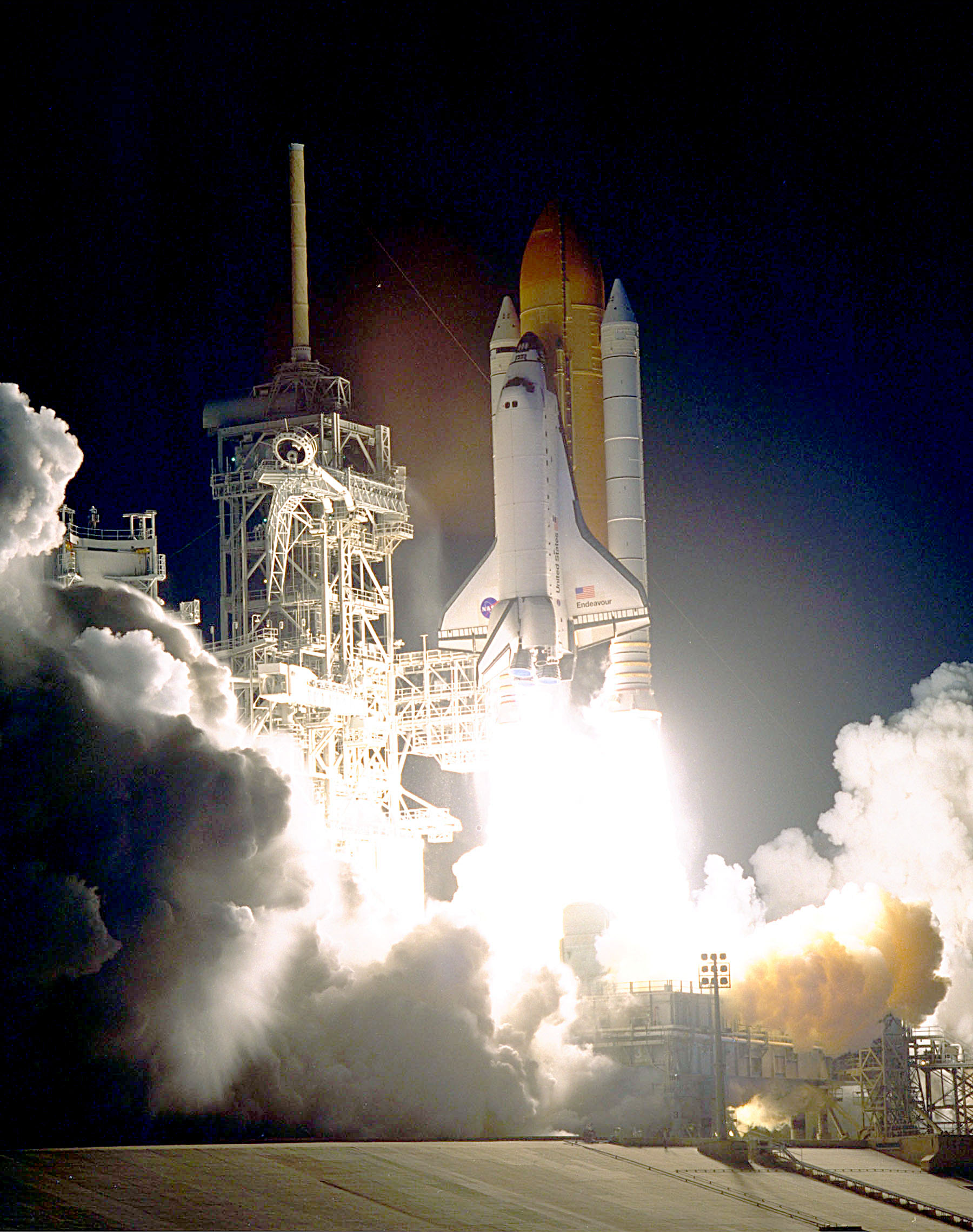
Lancering
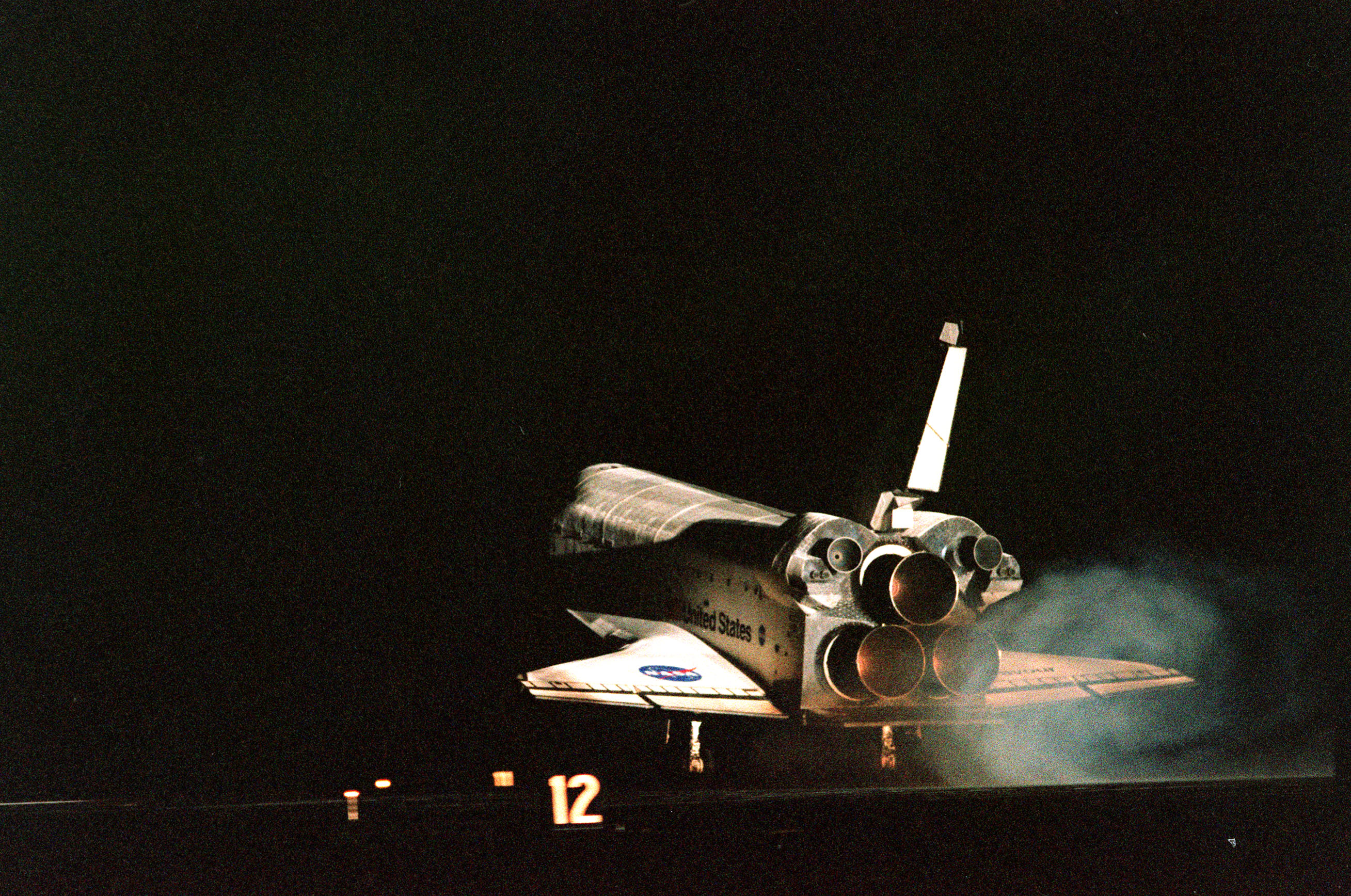
Landing
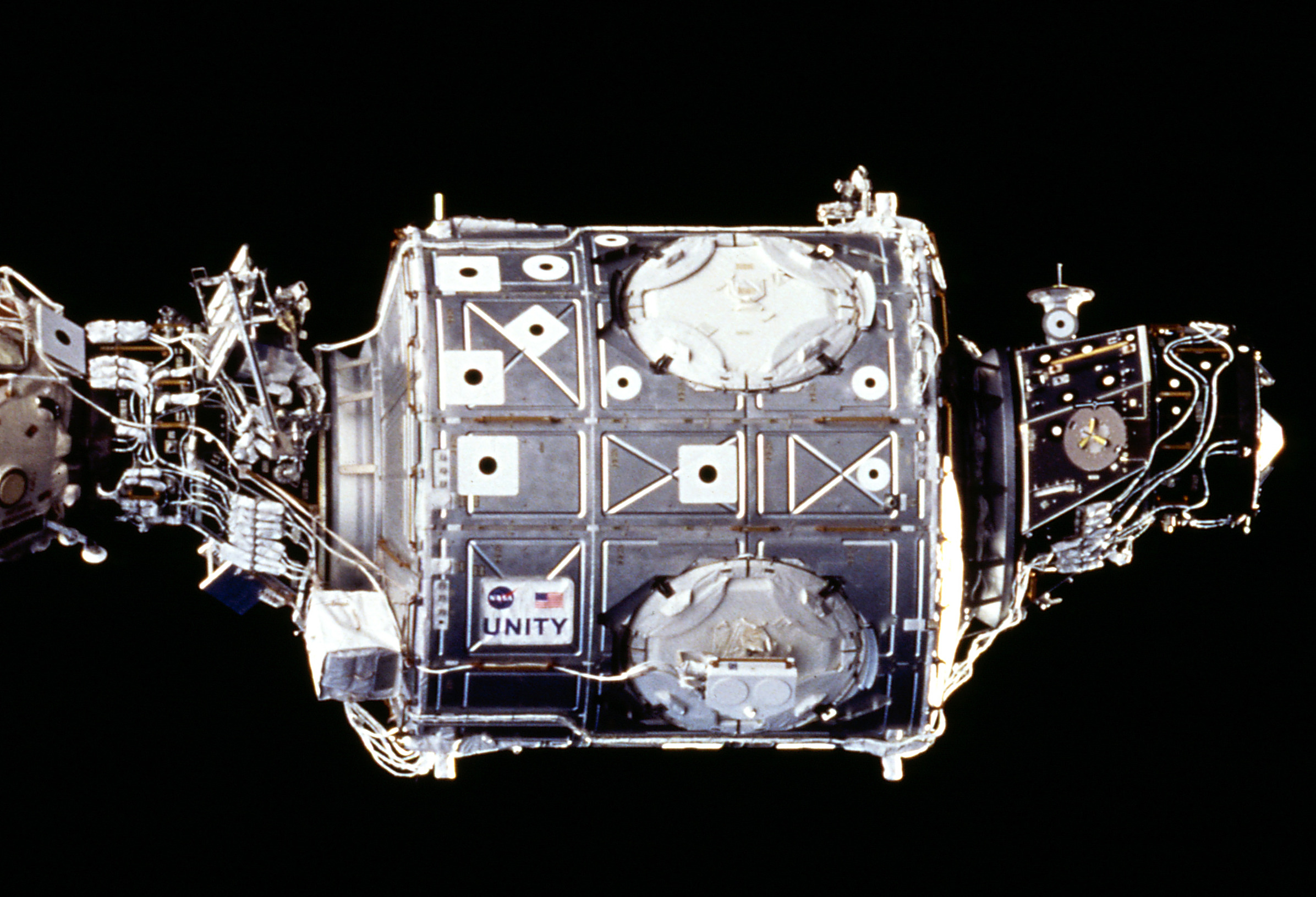
De Amerikaanse Unity module

STS-49 · STS-47 · STS-54 · STS-57 · STS-61 · STS-59 · STS-68 · STS-67 · STS-69 · STS-72 · STS-77 · STS-89 · STS-88 · STS-99 · STS-97 · STS-100 · STS-108 · STS-111 · STS-113 · STS-118 · STS-123 · STS-126 · STS-127 · STS-130 · STS-134